# Штраусс, Роберт
Роберт Штраусс (англ. Robert Strauss, 8 ноября 1913, Нью-Йорк, США — 20 февраля 1975, там же) — актёр театра и кино США.

## Биография
Родился в семье театрального художника по костюмам. В молодости сменил много профессий, был продавцом, официантом и помощником официанта.
С конца 1920-х годов стал играть на театральной сцене. Успех к актеру пришëл в театре на Бродвее в 1930 году, где он играл в классических пьесах Шекспира «Буря» и «Макбет». На Бродвее Р. Штраусс играл в пьесе «Шталаг 17» (Лагерь для военнопленных № 17).
Сниматься в кино начал в 1942 году, но наиболее известным стал в 1950-х годах. В 1953 снялся в киноверсии «Шталаг 17» (Лагерь для военнопленных № 17) в роли Зверюги, за что в следующем году был номинирован на премию «Оскар» за лучшую мужскую роль второго плана.
В 1960—1970-х гг. снимался в кино, продолжая выступать на театральной сцене, участвовал во многих телевизионных программах, шоу и рекламных роликах.
Сыграл целый ряд комедийных ролей.
В 1930—1950 годах выступал в нескольких радиопостановках.
Умер от осложнений после инсульта.

## Избранная фильмография
| Год  |   | Русское название              | Оригинальное название       | Роль                       |
| ---- | - | ----------------------------- | --------------------------- | -------------------------- |
| 1953 | ф | Лагерь для военнопленных № 17 | Stalag 17                   | Станислав «Зверюга» Казава |
| 1954 | ф | Атомный ребенок               | The Atomic Kid              | Стэн Купер                 |
| 1955 | ф | Зуд седьмого года             | The Seven Year Itch         | Мистер Крухулик, дворник   |
| 1955 | ф | Человек с золотой рукой       | The Man with the Golden Arm | Зеро Швифка                |
| 1956 | ф | Атака                         | Attack                      | Бернштейн                  |
| 1958 | ф | Я бандит                      | I Mobster                   | Блэк Френки Удино          |
| 1962 | ф | Девушки! Девушки! Девушки!    | Girls! Girls! Girls!        | Сэм                        |
| 1966 | ф | Фрэнки и Джонни               | Frankie and Johnny          | Блэки                      |
| 1975 | ф | Фрэнки и Джонни               | The Noah                    | Ной                        |

- 1954 год — Номинация на Премию «Оскар» за лучшую мужскую роль второго плана за роль Станислава «Зверюги» Казавы в фильме «Лагерь для военнопленных № 17».